# Назальне введення

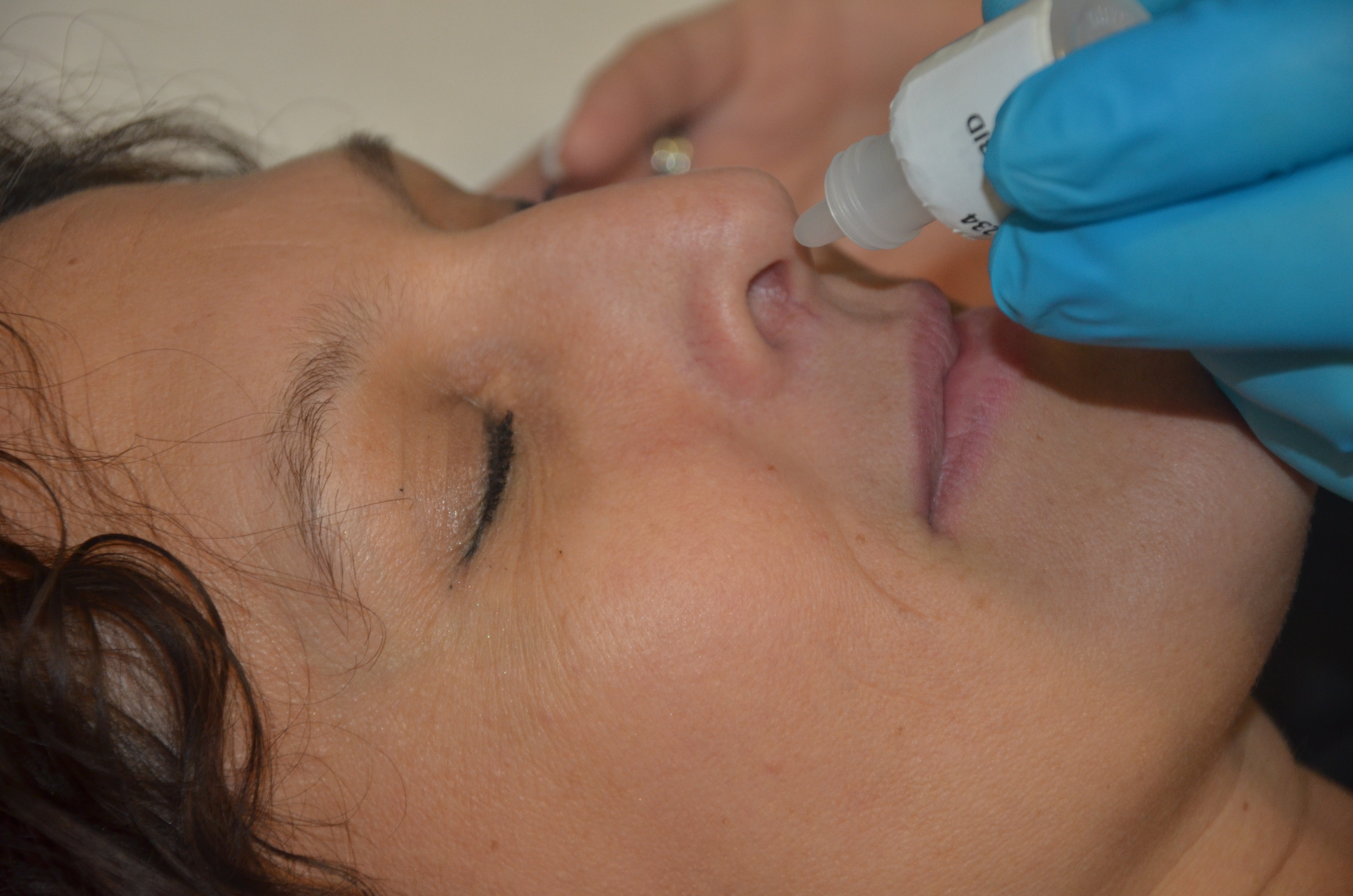
Медичний працівник закапує краплі в ніс.

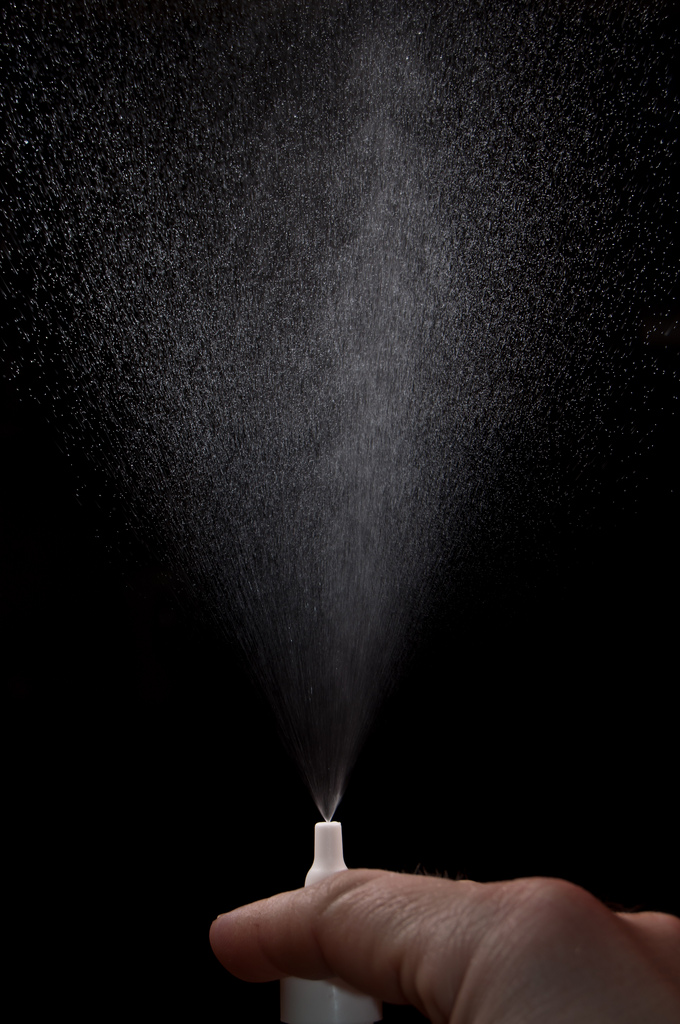
Зрошення з назального спрею: у повітрі видно велику кількість дрібних краплин.

Інтраназальне або назальне введення, (інколи нюхання) — це шлях введення, при якому ліки вдихають через ніс, або вони затікають по слизовій носа. Це може бути як місцеве застосування, так і системне застосування, оскільки препарати, що доставляються таким чином, можуть мати суто місцеві або системні ефекти. Назальні спреї — це препарати місцевої дії, такі як деконгестанти для лікування застуди та алергії, системні ефекти яких зазвичай мінімальні. Прикладами системно активних препаратів, доступних у вигляді назальних спреїв, є ліки від мігрені, ліки для екстреної допомоги при передозуванні та судомах, заміна нікотину та гормональне лікування.

## Переваги
Порожнина носа вкрита тонкою слизовою оболонкою, яка добре васкуляризована. Таким чином, молекула лікарського засобу може бути швидко передана через один шар епітеліальних клітин безпосередньо до системного кровообігу без метаболізму першого проходження в печінці та кишці. Для менших молекул препарату ефект часто досягається впродовж 5 хвилин. Таким чином, назальне введення можна використовувати як альтернативу пероральному введенню, шляхом подрібнення або мелення таблеток або капсул і вдихання або нюхання отриманого порошку, що забезпечує швидкий початок ефекту. Якщо бажаний швидкий ефект або якщо препарат інтенсивно розкладається в кишці чи печінці, препарати, котрі всмоктуються погано перорально, також можна вводити цим шляхом.
Високомолекулярні ліки також можна доставляти безпосередньо в мозок інтраназальним шляхом, що є єдиним практичним способом зробити це, за допомогою нюхового та трійчастого нервів для широкого централізованого розподілу по всій центральній нервовій системі з невеликим впливом на кров. Цей метод доставляння до мозку був функціонально продемонстрований на людях у 2006 році за допомогою інсуліну, великого пептидного гормону, який діє як фактор росту нервів у мозку.

## Обмеження
Назальне введення в першу чергу підходить для «потужних» препаратів, оскільки лише обмежений об'єм може бути розпилений (закапаний) у носову порожнину. Препарати для тривалого та частого приймання можуть бути менш придатними через ризик шкідливого довготривалого впливу на епітелій носа. Назальне введення також було пов'язане з великою варіабельністю кількості абсорбованого препарату. Інфекції верхніх дихальних шляхів можуть збільшити варіабельність, як і ступінь сенсорного подразнення слизової оболонки носа, відмінності в кількості рідкого спрею, який проковтується та не залишається в носовій порожнині, і відмінності в процесі активації спрею. Проте, варіабельність кількості, що всмоктується після назального введення, має бути порівнянною з такою після перорального введення.

## Назальні препарати
Сфера інтраназального введення ліків надає величезні можливості для досліджень — як для спеціально розроблених фармацевтичних препаратів, призначених для інтраназального лікування, так і для дослідження використання загальнодоступних генеричних препаратів не за призначенням. Назальні спреї для місцевого впливу поширені та зазвичай використовуються для введення стероїдів, протиастматичних препаратів (наприклад, такі як сальбутамол, іпратропіум, монтелукаст), і велика кількість інгаляційних анестетиків. Останні розробки в інтраназальних системах доставляння ліків є неймовірними. Кілька протимігренозних препаратів, доступних під торговими назвами Імітрекс — Суматриптан; Зоміг — Золмітриптан; Мігранал — Дигідроерготамін і безрецептурний спрей назальний Синол-М; в даний час також вводять шляхом назального введення, оскільки бажаний швидкий ефект, а пероральне введення може бути заборонено через нудоту. Пептидні препарати (гормональні препарати) також доступні у вигляді назальних спреїв, у цьому випадку, щоб уникнути розпаду препарату після перорального приймання. Пептидний аналог десмопресину, наприклад, доступний як для назального, так і для перорального введення для лікування нецукрового діабету. Біодоступність комерційної таблетки становить 0,1 %, а назального спрею — 3-5 % відповідно до SPC (коротка характеристика продукту). Назальний спрей Синтоцинон, що містить окситоцин, використовують для збільшення тривалості та сили скорочень під час пологів. Інтраназальний окситоцин також активно досліджується для багатьох психіатричних захворювань, включаючи алкогольну абстиненцію, нервову анорексію, посттравматичний стресовий розлад, аутизм, тривожні розлади, відчуття болю та шизофренію. Інтраназальний кальцитонін, кальцитонін-лососевий використовується для лікування гіперкальціємії, що виникає внаслідок злоякісної пухлини, кісткової хвороби Педжета, постменопаузального та індукованого стероїдами остеопорозу, фантомного болю в кінцівках та інших метаболічних аномалій кісток, доступний у вигляді назального спрею Rockbone, Fortical і Miacalcin. Аналоги GnRH, такі як нафарелін і бусерелін, використовуються для лікування ановуляторного безпліддя, гіпогонадотропного гіпогонадизму, затримки статевого дозрівання та крипторхізму. Інші потенційні препарати-кандидати для назального введення включають анестетики, антигістамінні препарати (азеластин), протиблювотні засоби (зокрема метоклопрамід і ондансетрон) і седативні засоби, які мають швидкий початок ефекту. Встановлено, що інтраназальний мідазолам дуже ефективний при гострих епізодах судом у дітей. Нещодавно для доставки ліків у мозок було запропоновано верхню частину носової порожнини, висотою як крибриформна пластина. Цей «транскрибріальний шлях», опублікований вперше в 2014 році, був запропонований автором (Бейг А. М. та ін .) для препаратів, які призначаються при первинному менінгоенцефаліті Налоксон використовується внутрішньовенно при опіатній залежності в екстрених випадках, для швидкої опіатної детоксикації та як діагностичний засіб. Назальне введення препарату налоксону виявилося таким же ефективним, як і внутрішньовенне введення. У разі передозування опіоїдами, коли гіпотензія та іноді пошкоджені вени ускладнюють внутрішньовенне введення, назальний налоксон пропонує широкий запас безпеки та знижує ризик інфікування через прокол судини, дозволяючи навіть непідготовленим перехожим надати допомогу потерпілому. За допомогою інтраназальних препаратів розробляються засоби запобігання аномальному росту носових кровоносних судин (Авастин) і навіть введення ліків і антидотів, таких як гідроксокобаламін (антидот при отруєнні ціанідами). Останнім часом розвивається інтерес до доставки ряду пептидів та інших ліків до носа для прямого транспортування в мозок для лікування нейродегенеративних розладів, таких як хвороба Альцгеймера. Інтраназальний інсулін досліджується для лікування нейродегенеративних розладів, таких як хвороба Альцгеймера. Кетамін, який зазвичай використовується для лікування проривного болю у пацієнтів із хронічним болем, тепер стає предметом значного дослідницького інтересу для лікування біполярного захворювання та великого депресивного розладу з ранніми результатами, що свідчать про сильний та тривалий антидепресивний ефект після одноразової субдисоціативної дії. доза (50 мг) кетаміну.
Жива ослаблена вакцина проти грипу, що продається під торговими марками FluMist (США) або Fluenz (Європа), доставляється інтраназально. Flumist — це чотиривалентна вакцина, яка містить чотири штами вакцинного вірусу: штам A/H1N1, штам A/H3N2 і два штами B. FluMist Quadrivalent містить штами B як B/Yamagata/14/88, так і B/Victoria/2/87. Він був схвалений CDC для вакцинації всіх відповідних людей віком від 2 до 49 років.

## Передача нюху
Ємність носової порожнини дорослої людини складає близько 20 мл. Більша частина з приблизно 150 см2 поверхні у носовій порожнині людини вкрита респіраторним епітелієм, через який може бути досягнута системна абсорбція ліків. Нюховий епітелій розташований у верхній задній частині і покриває приблизно 10 см2 порожнини носа людини. Нервові клітини нюхового епітелію проєктуються в нюхову цибулину головного мозку, що забезпечує прямий зв'язок мозку із зовнішнім середовищем. Переходу ліків до мозку з кровообігу зазвичай перешкоджає гематоенцефалічний бар'єр (ГЕБ), який є практично непроникним для пасивної дифузії всіх, крім невеликих, ліпофільних речовин. Однак, якщо лікарські речовини можуть переноситися вздовж нюхових нервових клітин, вони можуть обійти ГЕБ і потрапити безпосередньо в мозок.
Вважається, що нюхове перенесення ліків у мозок відбувається або шляхом повільного транспортування всередині нюхових нервових клітин до нюхової цибулини, або шляхом швидшого переміщення вздовж периневрального простору, що оточує нюхові нервові клітини, у спинномозкову рідину, що оточує нюхові цибулини та мозок (8, 9)
Передача нюху теоретично може бути використана для доставляння ліків, які мають необхідну дію на центральну нервову систему, наприклад, для лікування хвороб Паркінсона чи Альцгеймера. Були представлені дослідження, які показують, що пряма передача ліків досяжна, але можливість нюхової доставки терапевтично значущих доз людям ще належить продемонструвати.